# Mieczysław Orzeł
Mieczysław Orzeł, ps. Dębczak, M. Bończa (ur. 16 września 1914 w Bogucicach, zm. 3 listopada 1980 w Warszawie) – szef sztabu Batalionów Chłopskich Komendy III Okręgu Kielce i komendant obwodu Batalionów Chłopskich Kielce, kapitan.

## Życiorys
Urodził się jako syn kowala Franciszka. Uzyskał tytuł zawodowy magistra na Wydziale Chemii Uniwersytetu Warszawskiego. W latach 1933–1934 ochotnik Wojska Polskiego. Ukończył Dywizyjną Szkołę Podchorążych Rezerwy Piechoty przy 4 Pułku Piechoty Legionów 2 Dywizji Piechoty Legionów w Kielcach. Służył w 3 Pułku Piechoty Legionów w Jarosławiu, zaś w 1936 otrzymał stopień podporucznika rezerwy. W tym samym roku został członkiem Związku Młodzieży Wiejskiej, a w latach 1938–1939 był prezesem Akademickiego Koła ZMW. Ponadto należał do Stronnictwa Ludowego.
Uczestniczył w kampanii wrześniowej. Niedaleko Lwowa dowodził plutonem, następnie zaś kompanią. Od 1940 był członkiem pińczowskiego kierownictwa Stronnictwa Ludowego „Roch”. Pełnił funkcję oficera łącznikowego w ZWZ. Pod koniec tego roku był pracownikiem Zakładów Wytwórczych „Społem” w Kielcach. Od 1941 pełnił funkcję szefa sztabu Batalionów Chłopskich Komendy III Okręgu Kielce. W czerwcu 1942 został komendantem obwodu Batalionów Chłopskich Kielce. W jego mieszkaniu istniał punkt konspiracyjny, gdzie w specjalnej skrytce przechowywano okręgowe archiwum. Był współorganizatorem Związku Pracy Ludowej „Orka”. Kierował także akcją mająca na celu scalenie Oddziałów Taktycznych Batalionów Chłopskich z Armią Krajową. W 1944 przebywał w Sędziszowie pod nazwiskiem Jędrzejak, ze względu na zagrożenie aresztowaniem przez żandarmerię niemiecką. Powrócił na teren powiatu kieleckiego w sierpniu 1944.
Po zakończeniu II wojny światowej działał w Związku Młodzieży Wiejskiej „Wici”, Polskim Stronnictwie Ludowym i Zjednoczonym Stronnictwie Ludowym. Ponadto pracował w Instytucie Włókiennictwa w Łodzi i w Komitecie Nauki i Techniki w Warszawie. Opatentował kilka swoich wynalazków. Jest autorem i współautorem kilku książek i artykułów. Był także radnym Dzielnicowej Rady Narodowej Warszawa Śródmieście.

## Ordery i odznaczenia
- Order Krzyża Grunwaldu III klasy
- Krzyż Walecznych
- Krzyż Partyzancki